# Robert Müller-Wirth
Robert Müller-Wirth (* 11. Februar 1898 in Melbourne; † 15. Februar 1980 in Karlsruhe) war ein deutscher Jurist und Verleger in Karlsruhe und ein Urenkel des Verlagsgründers Christian Friedrich Müller.

## Leben und Wirken
Die Wiege Robert Müllers, so sein Geburtsname, stand im australischen Melbourne. Nach dem frühen Tod seiner Eltern kam Robert Müller mit 4 Jahren als Waise nach Karlsruhe. Er und seine Schwester Alice verbrachten die Jugendjahre in den Familien von Verwandten. Robert besuchte das Bismarckgymnasium in Karlsruhe und beendete seine Schulzeit mit dem Abitur im Jahr 1916. Danach absolvierte er eine Banklehre im Karlsruher Bankhaus Veit L. Homburger. Er heiratete 1922 in Frankfurt eine Ruth Wirth, sie war die Urenkelin des Publizisten und Mitinitiators des Hambacher Festes Johann Georg August Wirth, das Ehepaar entschied sich für den Doppelnamen Müller-Wirth. Anschließend begann er ein Jurastudium an der Universität in Freiburg im Breisgau, das er 1925 mit der Promotion abschloss.
In den Jahren 1927 und 1928 reiste er mit seiner Frau in die USA, wo er in New York vorwiegend im Banksektor tätig war. Nach Deutschland zurückgekehrt fand er eine Position als Jurist in einer großen Berliner Versicherungsgesellschaft. Sein weiterer Weg führte ihn von Berlin über Wiesbaden und Karlsruhe wieder nach Berlin, dort erreichte ihn 1939 der Einberufungsbefehl. 1945 kehrte er aus dem Krieg zurück.
Das Unternehmen C.F. Müller war 1910 nach dem Tod des kinderlosen Kommerzienrats Max Müller, einem Enkel des Firmengründers und Onkels von Robert Müller-Wirth auf den entfernten Verwandten Hermann Fecht übergegangen. Beim Luftangriff vom 27. September 1944 zerstörten Brandbomben die Gebäude der Hofbuchdruckerei und Verlag C.F. Müller fast vollständig. Durch die Nutzung anderer Fertigungsmöglichkeiten in Karlsruher Fachbetrieben und in Adelsheim konnte der Betrieb begrenzt weitergeführt werden. Der Inhaber Hermann Fecht war dem Nationalsozialismus verbunden, ihm wurde von den alliierten Behörden nach dem Krieg Berufsverbot erteilt.
Im April 1946 erhielt der Urenkel des Gründers des C.F. Müller Verlags, Robert Müller-Wirth, von der amerikanischen Militärregierung in Karlsruhe die Lizenz zur Fortführung des Verlags. Ein Garant für den raschen Wiederaufbau des Unternehmens in der Ritterstraße 2-4 war der Jurist und Urenkel des Firmengründers Robert Müller-Wirth. 1947 wurde in Durlach das 150. Jubiläum der Firma begangen, in Karlsruhe gab es noch keinen Saal. Am Anfang dieser neuen Epoche standen richtungsweisend für die Zukunftsaufgaben geisteswissenschaftliche und juristische Werke. Mit der Herausgabe neuer Gesetzestexte, Rechts- und Verfassungsschriften und juristischer Lehrbücher knüpfte er an das frühe Verlagsprogramm des Hauses wieder an. Mit besonderer Liebe nahm er sich der Verbreitung der Werke Hebels an; ließ die großen Schweizer Erzähler Jeremias Gotthelf, Gottfried Keller und Conrad Ferdinand Meyer zu Wort kommen; pflegte die Klassiker und förderte das oberrheinische Schriftgut mit seinen Heimatblättern vom Bodensee bis zum Main. Bereits seit 1946 baute Müller-Wirth einen technisch-wissenschaftlichen Verlagszweig auf.
Buchdruckerei und Verlag bezogen 1960 eine moderne Produktionsanlage in der Rheinstraße 122. Neben dem juristischen Bereich, der sich 1974 als Tochtergesellschaft C.F. Müller Juristischer Verlag GmbH verselbständigte und 1976 mit den juristischen Verlagen der Heidelberger Hüthig-Gruppe fusionierte, erschienen zahlreiche Zeitschriften und Periodika, Kunstbücher sowie ab den 1970er-Jahren Publikationen zu Energie und Umwelt. 1972 zog sich Robert Müller-Wirth aus dem aktiven Berufsleben zurück.
Robert Müller-Wirth, Seniorchef des Juristischen Verlages C.F. Müller in Karlsruhe, ist wenige Tage nach Vollendung seines 82. Lebensjahres am 15. Februar nach kurzer, schwerer Krankheit gestorben. Das Ehepaar hatte zwei Söhne den Verleger und Journalist Christof Müller-Wirth und Udo Müller-Wirth.

## Ehrungen
- 1957 Ehrensenator der Albert-Ludwigs-Universität Freiburg[2]
- 1968 Ehrensenator des Karlsruher Instituts für Technologie[3]
- 1969 Hebeldankträger des Hebelbunds Lörrach

## Veröffentlichungen
- Begegnungen, Begebenheiten : Briefe zum 70. Geburtstag des Verlegers Dr. Robert Müller-Wirth, Karlsruhe. Zum 11. Febr. 1968, Verlag C.F. Müller.

## Nachrufe
- Robert Müller-Wirth : 11.2.1898 – 15.2.1980; zum Gedenken. 40 Seiten 1980.